# 福束大橋
福束大橋（ふくづかおおはし）は、岐阜県安八郡輪之内町の揖斐川に架かる岐阜県道30号羽島養老線の橋である。輪之内町と大垣市や国道258号を結ぶ主要路にある橋。
大垣市横曽根と安八郡輪之内町福束を結んでいる橋のように見えるが、実際には揖斐川の両岸とも安八郡輪之内町福束である。
大垣市と輪之内町の境は揖斐川ではなく、その西の水門川である。これは明治時代の揖斐川の改修工事で福束村村内に新たな河道が設けられたためである。総工費は約5億4500万円。この橋の開通に伴い、県道158号堀津養老線の県営福束渡船が廃止された。

## 概要
- 供用： 1972年（昭和47年）11月[2]
- 延長： 340m
- 幅員： 11m
- 左岸：岐阜県安八郡輪之内町福束
- 右岸：岐阜県安八郡輪之内町福束

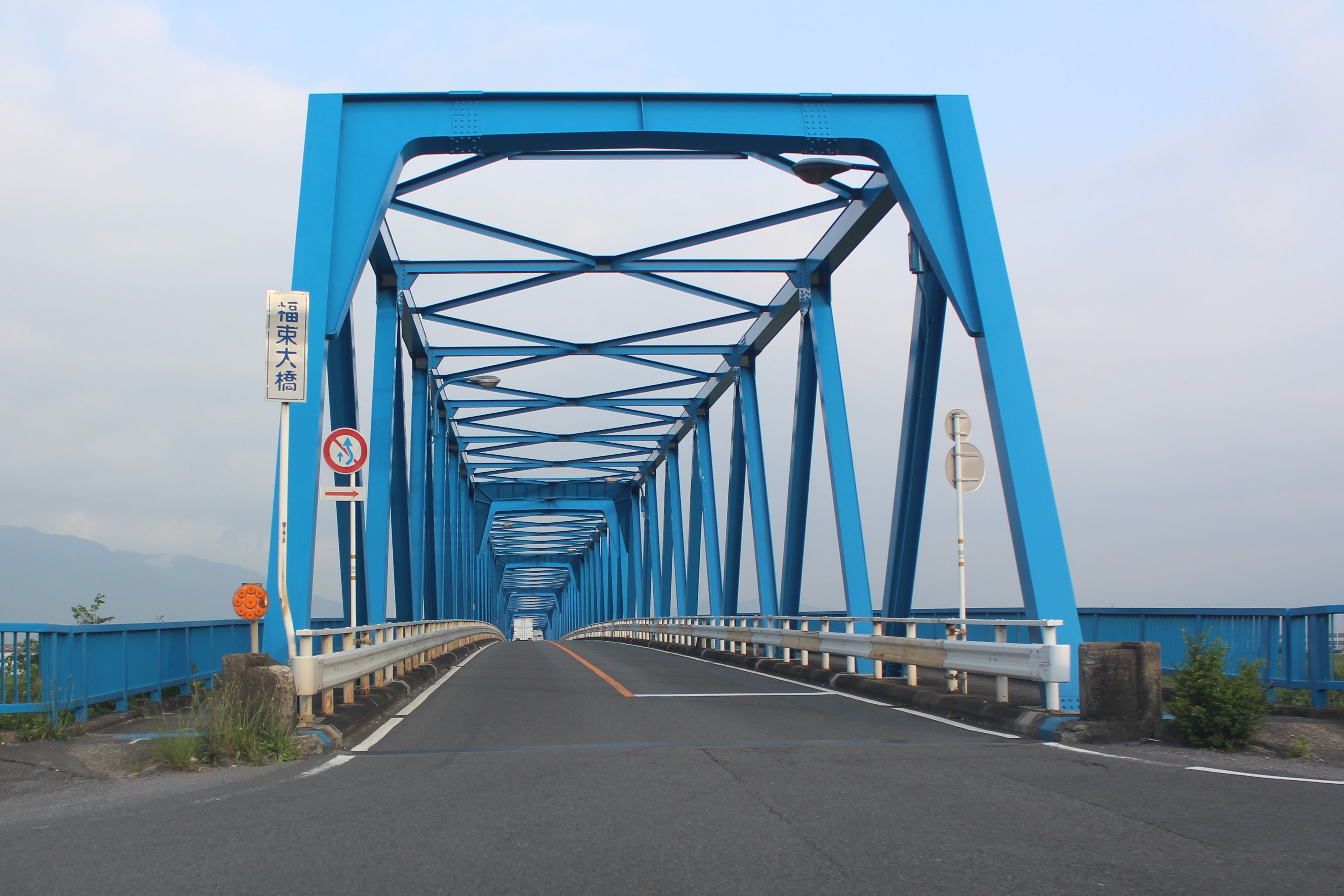
片側1車線の車道と両側に歩道
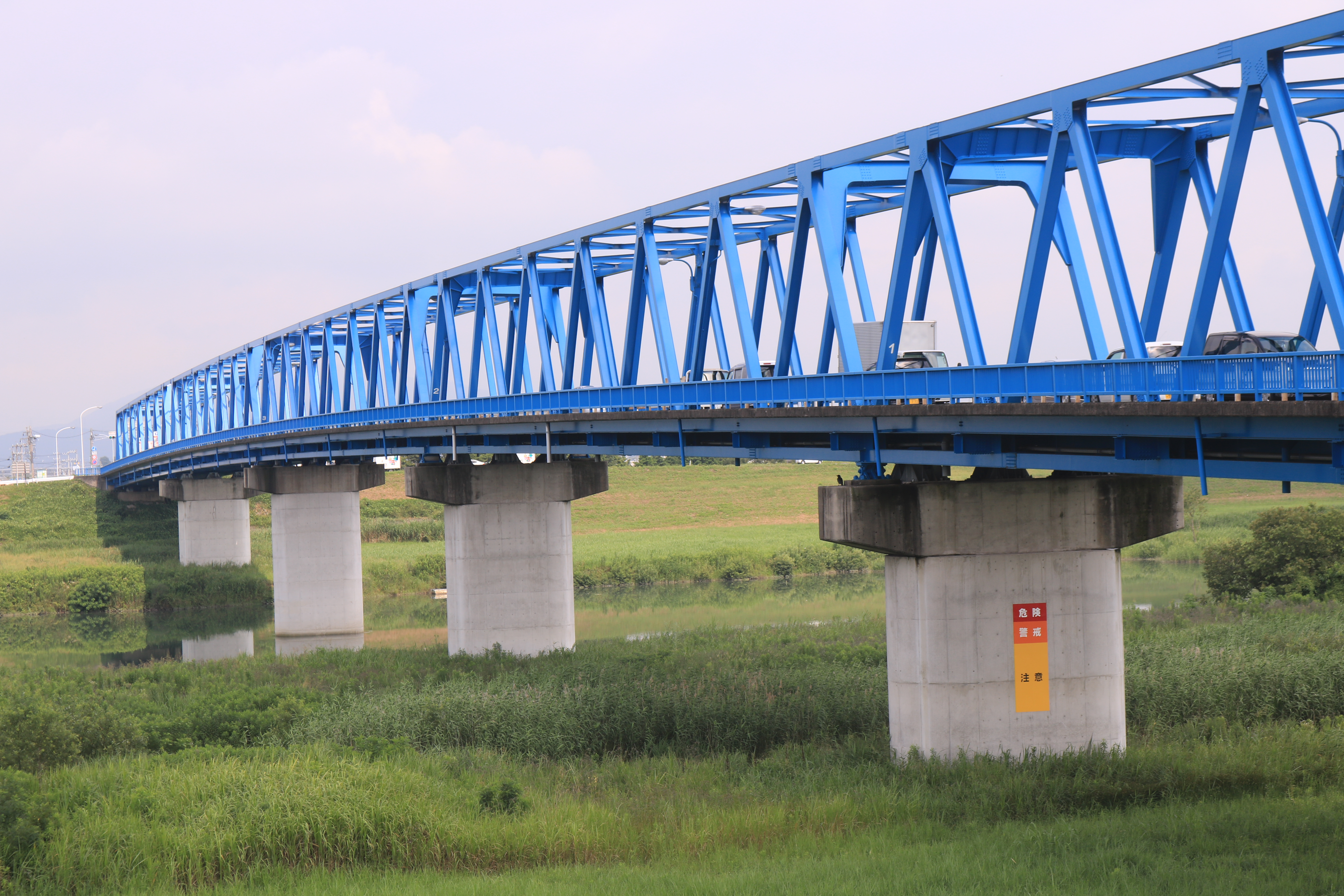
左岸の下流側から望む福束大橋